# Forbidden Siren 2
 (janvier 2021).
Si vous disposez d'ouvrages ou d'articles de référence ou si vous connaissez des sites web de qualité traitant du thème abordé ici, merci de compléter l'article en donnant les références utiles à sa vérifiabilité et en les liant à la section « Notes et références ».
Forbidden Siren 2, appelé Siren 2 en version originale japonaise サイレン２ (Sairen Tsū), est un jeu vidéo d'action-aventure de type survival horror développé par SCE Japan Studio et édité par Sony Computer Entertainment en 2006 sur PlayStation 2. Il a été dirigé par Keiichiro Toyama, le directeur créatif de Silent Hill.
Le jeu fait suite à Forbidden Siren (2003).

## Synopsis
L'histoire débute le 1er août 2005, deux ans jour pour jour après les évènements tragiques du village d'Hanuda. Située à quelques milles de la côte japonaise, l'île de Yamijima est interdite au public depuis que ses habitants ont mystérieusement disparu une nuit il y a 29 ans. Un jeune reporter, un romancier aveugle, une médium et un fugitif semblent pourtant résolus à rejoindre ce lieu abandonné.

## Caractéristiques
Forbidden Siren 2 est un survival horror axé sur l'atmosphère, à la manière des séries Silent Hill et Project Zero. La jouabilité, rigide dans le premier opus, est assouplie. Avant chaque niveau, le joueur reçoit quelques conseils de survie et des conseils sur les mouvements à exécuter.
La condition physique est un critère important dans la série, encore accentué dans ce second épisode. La santé des personnages n'est pas indiquée : ils peuvent se rétablir mais plusieurs coups enchainés rapidement à la suite entraînent la mort. Il existe trois types d'individus contrôlables ou qui accompagnent : les hommes, les femmes et les enfants. Les critères physiques considérés sont : la capacité de combat, la possibilité d'atteindre des surfaces élevées avec la force des bras, la forme physique (l'essoufflement), et le port d'armes à feu. Les enfants sont incapables de se battre face aux shibitos et optent pour la fuite. Si un enfant est attrapé, la mission échoue. Les hommes peuvent franchir des surfaces surélevées (ce sont les seuls) et peuvent porter une arme à feu (revolver, fusil, mitraillette); quand ils sont essoufflés, ils peuvent encore courir mais moins vite; certains peuvent se battre sans arme mais cela inflige peu de dégâts. Les femmes et les adolescentes peuvent seulement utiliser une arme de poing et semblent être moins efficaces que les hommes à l'arme blanche ; lorsqu'elles sont essoufflées, elles ne peuvent quasiment plus se déplacer, ce qui accentue la difficulté. Les personnages peuvent marcher pour ne pas s'essouffler et s'accroupit pour être plus discrets. Lorsque le personnage est repéré, la meilleure stratégie consiste dans la plupart des cas à fuir ou à se cacher. S'enfermer à clef dans un bâtiment n'est pas toujours sûr, puisque les shibitos arrivent rapidement à défoncer la porte.
Dans certaines situations, le personnage est amené à crier pour attirer l'attention. Il a la possibilité de conduire une camionnette dans certains niveaux, ce qui lui permet d'atteindre des surfaces surélevées et de tuer les ennemis. Cependant, s'il ne roule pas assez vite, les shibitos peuvent l'extraire du véhicule de plus le personnage n'est pas invulnérable aux tirs de fusils ou mitraillettes à travers le pare-brise. Tout objet est bon à prendre pour se défendre : armes à feu dans le meilleur des cas (assez rare), barres de fer… jusqu'à une poêle à frire. Il est possible de ramasser les armes des ennemis « morts » dans cet épisode.
La particularité du jeu tient dans la Vision (sightjack), une capacité qui permet au personnage de voir à travers les yeux de n'importe quel autre individu (ami ou ennemi) afin de localiser sa position, et de trouver d'autres informations. Ce pouvoir psychique hérité par tous les protagonistes peut paraître rassurant, mais il se révèle diaboliquement efficace sur l'ambiance oppressante. En outre certains personnages développent d'autres capacités surnaturelles.
La durée de vie est de 25 heures environ. Le jeu comprend 30 niveaux, répartis sur dix personnages jouables (60 missions, chaque niveau contient deux objectifs). Les missions se réalisent dans un certain ordre puisqu'il est nécessaire de réaliser certaines actions dans des niveaux pour débloquer d'autres niveaux. Malgré tout, on peut commencer là où on le souhaite. Deux niveaux bonus sont à débloquer en ramassant toutes les archives (objets qui apportent des informations sur l'histoire). Trois niveaux de difficulté sont proposés (facile, moyen, difficile). Plus la difficulté augmente, plus les ennemis sont résistants et nombreux, et plus les personnages sont vulnérables.

## Personnages
Les informations sur les personnages ne révèlent pas l'intrigue du jeu.
- Mamoru Itsuki

Journaliste de 20 ans travaillant pour le magazine Atlantis (mystère et science), Mamoru se rend à Yamijima en bateau, accompagné d'autres individus, afin de recueillir des informations pour un article concernant le folklore de cette île. Après quelques heures en mer, le bateau est brutalement renversé par un tsunami, et au même moment les eaux deviennent rouges comme le sang. Mamoru se réveille quelques heures plus tard, seul, au bord de l'ancien port de l'île, inhabitée. Il n'a d'autres choix que de s'enfoncer dans l'île. C'est alors qu'il rencontre avec effroi un homme avec des habits d'ouvrier de chantier, mort, qui semble soudainement revenu à la vie... Mamoru arrive à passer inaperçu et réveille une jeune fille inconsciente dans un bâtiment, Yuri Kishida, qui semble totalement perdue…
- Yuri Kishida

Yuri est une jeune fille très mystérieuse de 20 ans, découverte dans un bâtiment dans le port de l'île près de la forêt par Mamoru Itsuki. À son réveil, elle ne comprend pas ce qui lui arrive et ne sait pas où elle se trouve. Elle fuit avec l'aide de Mamoru dans la forêt avoisinante. C'est une fois en sécurité qu'elle demande à Mamoru de l'aide à retrouver sa mère, enfermée quelque part sur cette île…
- Yorito Nagai

Yorito est un jeune militaire de 21 ans en mission avec le major Takeaki Misawa en hélicoptère, quand ils perdent soudainement sans explications le contrôle de celui-ci, et s'écrasent sur l'île. Ils s'en sortent bien, mais le sergent Hiroshi Okita, lui, est très mal-en-point, et risque de ne pas survivre longtemps s'il n'a pas droit à de réels soins. Seulement sur cette île coupé du monde, sans réseau téléphonique, ils sont obligés de poursuivre leur chemin. Yorito est une jeune recrue et manque d'expérience sur le terrain.
- Takaeki Misawa

Âgé de 38 ans, le major Misawa, était accompagné de Hiroshi Okita et de Yorito Nagai lors du crash sur l'île Yamijima. Il semble plus solide mentalement et physiquement qu'Yorito, du fait de son expérience. Cependant, il semble prendre beaucoup de médicaments pour une raison jusqu'alors inconnue à Yorito...
- Shu Mikami

Shu Mikami est un romancier de 33 ans célèbre au Japon. Il a vécu sur l'île de Yamijima, au village Aonoku, jusqu'à l'âge de 4 ans, la nuit du 2 au 3 août 1976, date à laquelle une coupure de courant a totalement paralysé l'île, et où tous les habitants ont disparu. Shu n'en a que de très vagues souvenirs et sait que son père Ryuhei Mikami mourut, quant à sa mère, elle est morte quand il n'était encore qu'un bébé. Cependant, l'expérience fut si traumatisante qu'il perdit la vue. 29 ans plus tard, Shu, presque aveugle, est accompagné de sa jeune chienne Tsukasa, et décide d'aller sur ce bateau (avec Mamoru Istuki) qui part direction l'île. Il espère ainsi retrouver la mémoire et ce qui s'est réellement déroulé cette fameuse nuit.
- Akiko Kiyota

Jeune femme de 29 ans, Akiko vit à Tokyo et est médium. Une amie à elle s'est fait assassiner et Akiko a prédit avec un pendule que c'était sur l'île de Yamijima qu'elle devait se rendre pour trouver des réponses à ses questions. Accompagnée de Soji Abe, elle prend le bateau pour l'île avec d'autres personnes.
- Ryuko Tagawa

Ryuko est une jeune fille de 18 ans. Elle occupe un emploi de serveuse à Tokyo et est proche de Akiko Kiyota et est la compagne de Soji Abe. Elle reste très mystérieuse sur son passé. En juillet 2005, elle est assassinée. Un mois plus tard, après la découverte de l'assassinat, ses proches Akiko et Soji partent sur l'île Yamijima.
- Soji Abe

Âgé de 24 ans, Soji est le compagnon de Ryuko Tagawa. Après la découverte du corps, Soji devient le suspect numéro 1 puisqu'ils ont été entendus se disputer la veille d'après des témoins. Il pénètre par effraction chez Akiko qu'il n'aime pas beaucoup par rapport à sa profession, mais se sent obligé de lui demander de l'aide, en la menaçant, pour prouver son innocence. Akiko l'emmène donc sur l'île Yamijima. Il est aussi le survivant du monde réel. La Fin montre qu'il est seul et qu'il accompagné de la chienne de Shu Mikami
- Ichiko Yagura

Collégienne de 14 ans, Ichiko part avec son club de tennis sur le ferry Brillante Victoire pour participer à un tournoi. Elle se réveille au fond du bateau, seule, et se demande ce qui lui arrive et où sont passés ses amis. Elle se rend vite compte que le bateau est habité par des zombis et s'aperçoit également que le ferry a atterri dans une forêt, en réalité sur l'île Yamijima.
- Shigeru Fujita

Policier de 52 ans, Shigeru est né sur l'île Yamijima, il a donc connu la famille Ohta. Il vient enquêter sur l'île à la suite de témoignages ayant fait référence à la présence d'une jeune fille sur cette île normalement inhabitée. Dans une mine d'or abandonnée, il va être confronté à des présences étranges comme des ombres dangereuses et craignant la lumière. C'est alors qu'il va apercevoir un ferry dans une forêt.
- Ikuko Kifune

Ikuko est une docker de 18 ans. Elle est rejetée par ses camarades d'école à cause d'étranges capacités psychiques qui la rendent différente et c'est pourquoi elle préfère s'isoler. Elle se rend sur le bateau avec Mamoru Itsuki vers l'île Yamijima, pour des raisons qui lui sont propres…
- Kanae

Kanae est une jeune fille de 18 ans qui fut trouvé par Shu Mikami et son père Ryuhei sur les rivages de l'île Yamijima en 1976, son passé est donc très mystérieux. Elle fera partie en quelque sorte de la famille Mikami, elle deviendra comme une grande sœur pour Shu. Mais Ryuhei voit en elle une troublante ressemblance avec sa femme, décédée 3 ans plus tôt... Le soir du 2 août elle va se faire traquer par les pêcheurs de l'île et les Ohta et tentera de fuir le village puis l'île avec Shu.
- Tsuneo Ohta

Jusqu'en août 1976, alors âgé de 60 ans, c'était le chef de l'île, devoir qui incombe à la famille Ohta depuis plusieurs générations. Il avait à sa disposition tous les pêcheurs de l'île dont il peut en prendre le commandement. Il est également le gardien des traditions et doit protéger l'île. Il disparait la nuit du 2 au 3 août, mais les autres protagonistes vont bel et bien le rencontrer ultérieurement…
- Tomoe Ohta

Tomoe Ohta est la fille de Tsuneo Ohta, elle disparait également en août 1976, elle a 24 ans. Appartenant à la famille Ohta, Tomoe doit également s'assurer du maintien des traditions insulaires. Elle et son père se méfient de Kanae, trouvent son comportement étrange, et pensent qu'elle causera la perte de l'île. Elle réapparaîtra aux naufragés et autres survivants (en 2005), pour trouver Kanae et retrouver un broche précieuse que son père lui avait offert qu'elle avait perdue…

## Équipe de développement
- Game designer : Keiichiro Toyama
- Scénariste : Naoko Sato
- Programmeur principal : Akinori Maeda
- Directeur artistique : Isao Takahashi
- Directeur des cinématiques : Minoru Kusakabe
- Designer des shibitos : Miki Takahashi
- Producteur du son : Takafumi Fujisawa
- Musique : Kuniaki Haishima
- Directeur du son : Keiichi Kitahara